# Mammelomys rattoides
Mammelomys rattoides is een knaagdier uit het geslacht Mammelomys dat voorkomt in de laaglanden van de noordkant van Nieuw-Guinea. Dit dier is solitair en graaft holen. Meestal wordt er maar één jong tegelijk geboren.
Deze soort heeft kleinere staartschubben en een veel hardere vacht dan M. lanosus, de andere soort van het geslacht. Die is ook wat kleiner en heeft smallere achtervoeten. De rug is donker, de onderkant grijsachtig, terwijl de flanken lichter bruin zijn en het hoofd en de schouders roodachtig zijn. De staart is van boven donker en van onder wit, met een witte punt van tien tot twintig mm. De schubben zijn plat en vierkant. De kop-romplengte bedraagt tot mm, de staartlengte tot mm, de achtervoetlengte tot mm, de oorlengte tot mm en het gewicht tot gram. Vrouwtjes hebben 0+1=2 mammae.